# Куземин
Кузе́мин — село в Україні, у Грунській сільській громаді Охтирського району Сумської області. Населення становить 1954 особи. Колишній орган місцевого самоврядування — Куземинська сільська рада. Сільський голова — Довгий Олександр Васильович.

## Географія
Село розташоване на правому березі Ворскли, вище за течією на відстані 3 км розташоване село Скелька, нижче за течією на відстані 2,5 км — село Більськ. Річка в цьому місці звивиста, утворює лимани, стариці і заболочені озера. До села примикають невеликі дубові лісові масиви. У селі бере початок Балка Безіменна.

## Історія
Куземин згадується у статтях, підписаних гетьманом Брюховецьким і його старшиною в жовтні 1665 року у Москві, як сотенне містечко Зіньківського полку. Надалі містечко Куземин до ліквідації козацької автономії (1782 р.) — сотенний центр Куземинської сотні Гадяцького полку
в 19 столітті — центр Куземинської волості Зінківського повіту Полтавської губернії
У листопаді 1917 року український науковець Віра Платонівна Кушніренко прибула до села. Разом із сестрою Наталією організувала і очолила вищу початкову школу, а також бібліотеку, драмгурток, хор, деякий час керувала місцевою «Просвітою».
12 червня 2020 року, відповідно до розпорядження Кабінету Міністрів України № 723-р «Про визначення адміністративних центрів та затвердження територій територіальних громад Сумської області», село увійшло до складу Грунської сільської громади.
19 липня 2020 року, в результаті адміністративно-територіальної реформи та ліквідації Охтирського району(1923—2020), громада увійшла до складу новоутвореного Охтирського району.

## Населення

### Мова
Розподіл населення за рідною мовою за даними перепису 2001 року:
| Мова       | Кількість | Відсоток |
| ---------- | --------- | -------- |
| українська | 1875      | 95.96 %  |
| російська  | 74        | 3.79 %   |
| білоруська | 4         | 0.20 %   |
| вірменська | 1         | 0.05 %   |
| Усього     | 1954      | 100 %    |

## Пам'ятки
Більське городище, належить до VII століття до Р. Х.. Знаходиться поблизу Куземина. Замкова гора за даними археологів була частиною укріплень цього стародавнього міста.

## Кулінарія

### Куземинські панянки
Таку назву мають пряники, які пекли під святий Вечір. Вони готувались для хрещеників. Хрещені батьки дарували своїм хрещеникам хлопчикам — коника, дівчаткам — панянок, а всім іншим діткам оленів чи півників. Їх їдять не відразу, вони довго зберігаються.
Рецепт дуже простий: молоко, борошно, цукор і амоній. Саме амоній давав пишність. На столі замішували тісто, потім розкочували його, і спеціальними жерстяними формами вирізали фігурки панянок, коників, а ще й оленів чи півників різної величини викладали у великі жаровні і в піч. Випікались швиденько, то треба було пильнувати, щоб не підгоріли. Лазарівка вже готова, це те що зараз називають глазур. Для пряничної глазурі чи то пак лазуровки брали крохмаль, борошно й додавали води, щоб була консистенція крему. Потім треба розділити на три частини. Залишали одну частину білою, а в дві інші додавали фарбу рожеву, червону чи блакитну. Чому такі кольори? Червоний то символ крові, тобто любові, народження, енергії. Коники — блакитні. А чому вже в Куземині обрали рожевий? Таким, мабуть, було їхнє уявлення, чи вподобання. Далі, ще по гарячому наносили колір, а на нього візерунок. Лазуровку наносили ріжком із картонки, можливо зараз використовують кондитерський мішечок, але хочеться по-старому, традиційному. Потім вже випечені й розмальовані пряники викладали на дерев'яні лави, щоб вистигали.

### Гнічені сливи
У селі Куземин здавна готують гнічені сливи за особливим рецептом — у спеціальних сушнях.

## Куземин у літературі
В історичному романі у віршах Івана Багряного «Скелька» описано Куземин, зокрема церкву Покрови Пресвятої Богородиці (знищена комуністами в 1930-і рр.), вид із села на Ворсклу та «синій ліс» по той бік ріки.
У пригодницькій повісті Івана Андрусяка «Сорокопуди, або Як Ліза і Стефа втекли з дому» дія відбувається в Куземині, описано місцеві легенди й перекази.

## Відомі люди
У Куземині народилися:
- Чичибабін Олексій Євгенович (17 березня 1871 — 15 серпня 1945, Париж, Франція) — академік, хімік-органік. Двоюрідний дід Бориса Чичибабіна.
- Іван Багряний (справжнє прізвище: Лозов'ягін, також: Лозов'яга); (19 вересня (2 жовтня) 1906, Куземин — 25 серпня 1963, Новий Ульм, ФРН) — український поет, прозаїк, публіцист, політичний діяч.
- Міняйло Михайло Павлович (1925 — 1991) — український різьбяр. Член спілки художників України з 1985 року.
- Дрюк Микола Федорович (1940) — український хірург.
- Гнідич Тетяна Григорівна (1907—1976) — російська перекладачка, поетеса, педагог.
- Сідельник Іван Іванович (1939) — український політик. Народний депутат України.
- Шаренко Василь Денисович (1916—1944) — гвардії капітан, командир ескадрильї 100-го гвардійського винищувального авіаційного полку (9-а гвардійська винищувальна авіаційна дивізія, 8-а повітряна армія, 4-й Український фронт). Герой Радянського Союзу.